# Paula Abdul
Paula Julie Abdul (født 19. juni 1962 i Van Nuys, Californien, USA) er en amerikansk sanger, danser, koreograf, tv-personlighed og skuespiller.
Paula Abdul fik sit gennembrud med singlen «Straight Up» i 1988. Hun giftede sig med skuespilleren Emilio Estevez den 29. april 1992, og de blev skilt i maj 1993. Hun har fået en stjerne i Hollywood Walk of Fame.
Hun har tidligere været ét af jurymedlemmerne i American Idol.